# Estância Velha
Estância Velha é um município brasileiro do estado do Rio Grande do Sul. Sua população, conforme estimativas do IBGE de 2021, era de 51 292 habitantes.

## História
A história de Estância Velha inicia com a chegada dos índios. Após a participação indígena, registra-se que em 1788 fazia parte da Real Feitoria do Linho Cânhamo, instalada as margens do Rio dos Sinos, com o objetivo de ocupar a área para a Coroa Portuguesa e produzir cânhamo – matéria prima para a fabricação de cordame de navios e que Portugal exportava para outros países. Como o plano de ocupação não surtiu efeitos desejados, em 1824, já no Brasil Imperial, Dom Pedro distribuiu estas terras da Real Feitoria aos imigrantes alemães que aportaram em São Leopoldo. O primeiro imigrante alemão que se estabeleceu em Estância Velha foi Mathias Franzen, que derrubou o mato e fez roça. Sendo sapateiro, já em 1830 exercia também o oficio aprendido na Europa. A partir daí, seguiu-se a vinda de diversas famílias de imigrantes.
Ainda no século XIX, cria-se a base de desenvolvimento industrial do município. Data de 1890, a tradição coureira de Estância Velha, a princípio voltada a fabricação de selas e acessórios para montaria, mais tarde dedicada ao curtimento de couros e peles e produção de calçados, principal vocação da região. Com a evolução da indústria e a agricultura se mantendo forte, Estância Velha foi elevada à sede do décimo distrito de São Leopoldo, em 15 de janeiro de 1930. O movimento emancipacionista lutou durante nove anos para que, em 8 de setembro de 1959, Estância Velha fosse emancipada.

## Geografia
Pertence à Mesorregião Metropolitana de Porto Alegre e à Microrregião Porto Alegre.
É um dos municípios integrantes da bacia hidrográfica do rio dos Sinos.